# Toronto Maple Leafs
I Toronto Maple Leafs sono una squadra di hockey su ghiaccio della NHL con sede a Toronto, Ontario, Canada.
Sono membri della Atlantic Division della Eastern Conference della National Hockey League (NHL). Fu una degli Original Six della lega, è ufficialmente nota come Toronto Maple Leaf Hockey Club ed è posseduta dalla Maple Leaf Sports & Entertainment Ltd. (MLSE). Giocano all'Air Canada Centre (ACC). I Leafs sono ben noti per la lunga ed acerrima rivalità con i Montreal Canadiens, e per la più recente contrapposizione agli Ottawa Senators. La franchigia ha vinto finora 13 Stanley Cup, 11 come Leafs, una come Toronto St. Patricks, una come Toronto Arenas, tuttavia non vincono la coppa dal 1967, e la mancanza di vittorie nella competizione è la più lunga dell'NHL.

## Storia

### Toronto Arenas e Toronto St. Patricks(1917-1927)
L'NHL venne fondata nel 1917 a Montréal, Canada, da cinque team provenienti dalla NHA: Quebec Bulldogs, Montreal Canadiens, Montreal Wanderers e Ottawa Senators. Sotto la pressione di queste ultime tre società venne fondato un nuovo team, i Toronto Arenas.
Dopo la vittoria del campionato inaugurale (battuti in finale i Vancouver Millionaires), gli Arenas non ottennero altri successi, e ben presto cambiarono il loro nome in Toronto St. Patricks. Questi ultimi vinsero la Stanley Cup nel 1922, superando, in finale di nuovo i Millionaires per 3-2. Le 5 stagioni successive furono avare di successi, tanto che gli Arenas si qualificarono ai playoff una volta sola, nella stagione 1924-1925, in cui giunsero in finale, dove vennero battuti dai Montreal Canadiens.

### Toronto Maple Leafs (1927-1951)

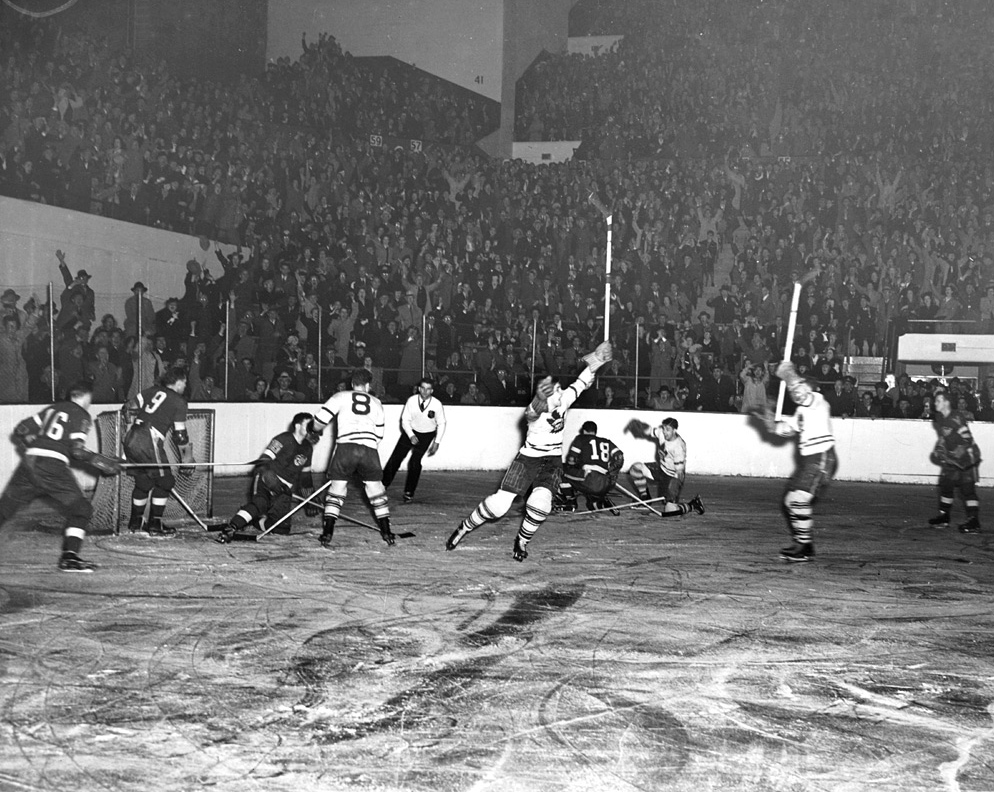
I Maple Leafs (in maglia chiara) sfidano i Detroit Red Wings nei playoff di Stanley Cup 1942

Per la stagione 1927-1928, la squadra cambia nome in Toronto Maple Leafs, ispirandosi alla foglia d'acero che campeggia sulla bandiera canadese. Tuttavia, il loro primo campionato non è dei migliori, terminano al quarto posto nella divisione canadese e non si qualificano ai playoff. Andrà meglio nella stagione successiva, in cui arriveranno in post-season e verranno eliminati solo in semifinale dai New York Rangers. Dopo due anni altalenanti, i Leafs riusciranno a cogliere il loro primo successo sotto la nuova denominazione, quando, nella stagione 1931-1932, dopo aver eliminato nei playoff Chicago Blackhawks, Montreal Maroons e New York Rangers, vinceranno la loro seconda Stanley Cup. Le stagioni successive videro i Leafs diventare una forza dominante: per tre anni consecutivi (dal 1932 al 1935) vinsero sempre la Canadian Division, ma furono eliminati due volte in finale (dai Rangers e dai Maroons) ed una volta in semifinale (dai Detroit Red Wings). Nei sei campionati seguenti, invece, ottennero una vittoria della Division (nel 1938) e persero quattro finali, di cui tre consecutive (1936, sempre con i Rangers, e poi nel 1938, 1939 e 1940 con, rispettivamente, Blackhawks, Boston Bruins ed ancora Rangers).
Dopo un'eliminazione in semifinale nel 1941, la squadra di Toronto tornò al successo con la vittoria sui Red Wings nella finale di playoff della stagione 1941-1942, che le consegnò la terza Stanley Cup. In seguito, dal 1944 al 1951, i Leafs riuscirono a vincere cinque volte la coppa, con tre successi consecutivi tra il 1946 ed il 1949; ad essere battuti in finale furono i Montreal Canadiens (1946-1947) e, per due volte di fila, i Detroit Red Wings. Gli altri due trionfi, datati 1945 e 1951, videro i Leafs contrapposti in finale sempre contro le due squadre suddette.

### Ultimi successi (1951-1967)
Il decennio successivo fu avaro di soddisfazioni: per tornare in finale, infatti, i tifosi dei Leafs dovettero attendere otto anni, con anche tre stagioni senza playoff. La siccità di finali terminò nel 1959, quando la squadra di Toronto, nell'ultimo round dei playoff, fu eliminata dai Canadiens, che vinsero anche la finale dell'anno successivo sempre contro i Maple Leafs. Il triennio 1961-1964 invece, vide la Stanley Cup entrare per tre volte nella bacheca della società, con le vittorie su Blackhawks (1961-1962) e Red Wings (1962-1963, in cui risultarono anche primi nella classifica di regular season, e 1963-1964). Dopo due eliminazioni consecutive in semifinale, i Leafs vinsero la loro tredicesima coppa, eliminando i Montreal Canadiens nella finale di playoff della stagione 1966-1967. In seguito, vi fu l'allargamento della lega, che causò l'arrivo di numerose nuove squadre, e questa rimane, ad oggi, l'ultima Stanley Cup vinta dalla squadra.

### Situazione attuale (1967-oggi)

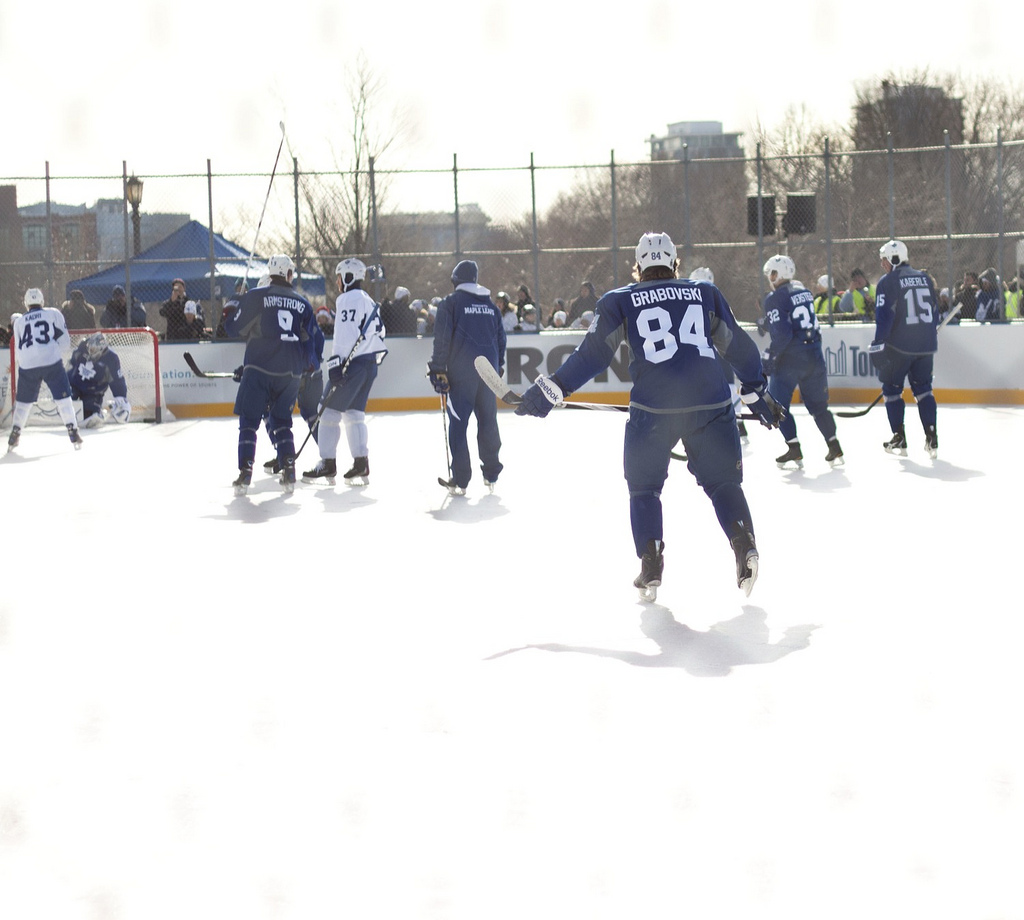
I Leafs in allenamento al Bellewood Park di Toronto nel 2010

La stagione 1967-1968 si concluse con l'incredibile mancata qualificazione dei Leafs, campioni in carica, ai playoff. La squadra, dal 1968 al 2005, non ha più raggiunto una finale di post-season, raggiungendo in soli quattro casi (1978, 1993, 1994 e 1999) la finale di Conference (nel 1978 era ancora nota con il nome di "semifinale"). L'ultima conquista è stata la vittoria della Northeast Division nella stagione 1999-2000. Dal 2005 al 2013, i Leafs non si sono mai qualificati ai playoff, terminando questa serie di assenze con il quinto posto in Eastern Conference nella stagione 2012-2013.
Il 28 gennaio 2006, i Maple Leafs persero l'ottava partita consecutiva: una delle peggiori prestazioni degli ultimi 10 anni. L'allenatore Pat Quinn non fu esonerato più che altro per evitare polemiche, visto che era stato scelto come allenatore del Canada per i XX Giochi olimpici invernali.
Nonostante un notevole miglioramento di prestazioni verso il finale della stagione i Maple Leafs non riuscirono a qualificarsi per i playoff e Quinn venne licenziato assieme all'allenatore in seconda. L'incarico venne affidato a Paul Maurice, già coach dei Toronto Marlies e dei Carolina Hurricanes.
A giugno 2006, i Maple Leafs decidono di rescindere il contratto di Tie Domi, che è stato per lungo tempo il beniamino dei tifosi. Oltre a Domi, i Maple leafs decisero di non usufruire dell'opzione di un anno sul contratto del portiere Ed Belfour. Comunque, nonostante il cambio di allenatore e l'aggiunta di nuovi giocatori come Pavel Kubina e MIchael Peca, i Maple Leafs non riuscirono a qualificarsi per i playoff nella stagione 2006-07; stessa cosa avvenne anche per la stagione successiva.
Il 7 maggio 2008, i Leafs decisero di esonerare Paul Maurice e rimpiazzarlo con Ron Wilson allenatore dei San Jose Sharks.
A marzo 2012 venne nominato allenatore Randy Carlyle, vincitore della Stanley Cup con gli Anaheim Ducks.
Sotto la guida di Carlyle i Maple Leafs riuscirono a ritornare nei playoff, dopo un'assenza di otto anni. Nonostante la buona stagione 2012-13, la squadra non centrerà la qualificazione ai playoff l'anno successivo 2013-14.
Nel 2015, con l'arrivo di Brendan Shanahan come presidente, si assiste ad una ristrutturazione generale, Viene sollevato dall'incarico Randy Carlyle e rimpiazzato con il suo assistente Peter Horachek, che verrà poi licenziato il 12 aprile. Insieme a lui vennero licenziati gli assistenti Steve Spot, Chris Dennis, Rick St.Croix;il director of player development Jim Hughes, il direttore scout Steve Kasper, insieme a Rob Cowie ed altri 18 osservatori.
A maggio 2015 viene nominato capo allenatore Mike Babcock e Lou Lamoriello come general manager.

## Colori e simboli
La prima divisa, nel 1917, era blu con una "T" apposta sopra uno scudo. Nel 1919, con la denominazione di "Toronto St.Pats", la divisa cambiò colore e divenne verde.
Il terzo cambio significativo avvenne nel 1927 quando la squadra cambiò il nome in quello attuale. Si ritornò alla divisa blu sulla quale venne apposto il nuovo logo. Il logo consisteva in una foglia d'acero a 47 punte con la scritta"Toronto Maple Leafs" in bianco. La divisa di casa era blu con strisce su braccia, gambe e spalle. Per le gare in trasferta il colore era bianco con tre strisce su petto, schiena e gambe. Nel 1933-34 si decise che tutte le strisce sulla divisa fossero dello stesso spessore. 
Il design di base di questa divisa rimarrà pressoché invariato nei successivi 40 anni.
Il quarto cambiamento avvenne nell'occasione della stagione 1966-67. I leafs introdussero una foglia d'acero a 11 punte, uguale a quella presente sulla bandiera canadese, per festeggiare il centenario del Canada
Il 2 febbraio 2016, la squadra ha rivelato il nuovo logo che verrà adottato nella stagione successiva in occasione del centenario della franchigia. Il logo presenta una foglia a 31 punte che allude al 1931, anno di apertura del Maple Leafs Gardens e 17 venature per richiamare l'anno di fondazione, appunto il 1917. 13 di queste venature sono posizionate in cima al logo per ricordare le vittorie della Stanley Cup. Il cambio del logo è stato accompagnato anche in un cambio di design della divisa, presentato a giugno 2016 in occasione del Draft.
La mascotte è Carlton the Bear, un orso polare antropomorfo. Il nome ed il numero 60 indossato dalla mascotte derivano dall'indirizzo del Maple Leafs Gardens, che si trova al numero 60 di Carlton Street.

## Record stagione per stagione
| Abbreviazione | Definizione           |
| ------------- | --------------------- |
| PG            | Partite giocate       |
| V             | Vittorie              |
| S             | Sconfitte             |
| P             | Pareggi               |
| OTL           | Sconfitte in overtime |
| Pts           | Numero di punti       |
| GF            | Gol fatti             |
| GS            | Gol subiti            |

| Stagione  | Regular Season                                        | Regular Season                                        | Regular Season                                        | Regular Season                                        | Regular Season                                        | Regular Season                                        | Regular Season                                        | Regular Season                                        | Regular Season                                        | Postseason                                            | Postseason                                            | Postseason                                            | Postseason                                            | Postseason | Postseason | Postseason |
| Stagione  | PG                                                    | V                                                     | S                                                     | P                                                     | OTL                                                   | Pts                                                   | GF                                                    | GS                                                    | Posizione finale                                      | PG                                                    | V                                                     | S                                                     | P                                                     | GF         | GS         | Posizione finale |
| --------- | ----------------------------------------------------- | ----------------------------------------------------- | ----------------------------------------------------- | ----------------------------------------------------- | ----------------------------------------------------- | ----------------------------------------------------- | ----------------------------------------------------- | ----------------------------------------------------- | ----------------------------------------------------- | ----------------------------------------------------- | ----------------------------------------------------- | ----------------------------------------------------- | ----------------------------------------------------- | ---------- | ---------- | --- |
| 1917-1918 | 14                                                    | 8                                                     | 6                                                     | —                                                     | —                                                     | 16                                                    | 71                                                    | 75                                                    | 2º                                                    | 7                                                     | 4                                                     | 3                                                     | 0                                                     | 28         | 28         | Vince nelle NHL Finals, 10–7 contro i Canadiens Vince la Stanley Cup, 3–2 contro i Millionaires                                                      |
| 1917-1918 | 8                                                     | 5                                                     | 3                                                     | —                                                     | —                                                     | 10                                                    | 37                                                    | 34                                                    | 1º                                                    | 7                                                     | 4                                                     | 3                                                     | 0                                                     | 28         | 28         | Vince nelle NHL Finals, 10–7 contro i Canadiens Vince la Stanley Cup, 3–2 contro i Millionaires                                                      |
| 1918-1919 | 10                                                    | 3                                                     | 7                                                     | —                                                     | —                                                     | 6                                                     | 43                                                    | 49                                                    | 3º                                                    | —                                                     | —                                                     | —                                                     | —                                                     | —          | —          | Non qualificati |
| 1918-1919 | 8                                                     | 2                                                     | 6                                                     | —                                                     | —                                                     | 4                                                     | 22                                                    | 43                                                    | 3º                                                    | —                                                     | —                                                     | —                                                     | —                                                     | —          | —          | Non qualificati |
| 1919-1920 | 12                                                    | 5                                                     | 7                                                     | —                                                     | —                                                     | 10                                                    | 52                                                    | 62                                                    | 3º                                                    | —                                                     | —                                                     | —                                                     | —                                                     | —          | —          | Non qualificati |
| 1919-1920 | 12                                                    | 7                                                     | 5                                                     | —                                                     | —                                                     | 14                                                    | 67                                                    | 44                                                    | 2º                                                    | —                                                     | —                                                     | —                                                     | —                                                     | —          | —          | Non qualificati |
| 1920-1921 | 10                                                    | 5                                                     | 5                                                     | —                                                     | —                                                     | 10                                                    | 39                                                    | 47                                                    | 2º                                                    | 2                                                     | 0                                                     | 2                                                     | 0                                                     | 0          | 7          | Perde nelle NHL Finals, 0–7 contro i Senators |
| 1920-1921 | 14                                                    | 10                                                    | 4                                                     | —                                                     | —                                                     | 20                                                    | 66                                                    | 53                                                    | 1º                                                    | 2                                                     | 0                                                     | 2                                                     | 0                                                     | 0          | 7          | Perde nelle NHL Finals, 0–7 contro i Senators |
| 1921-1922 | 24                                                    | 13                                                    | 10                                                    | 1                                                     | —                                                     | 27                                                    | 98                                                    | 97                                                    | 2º                                                    | 7                                                     | 4                                                     | 2                                                     | 1                                                     | 21         | 13         | Vince nelle NHL Finals, 5–4 contro i Senators Vince la Stanley Cup, 3–2 contro i Millionaires)                                                       |
| 1922-1923 | 24                                                    | 13                                                    | 10                                                    | 1                                                     | —                                                     | 27                                                    | 82                                                    | 88                                                    | 3º                                                    | —                                                     | —                                                     | —                                                     | —                                                     | —          | —          | Non qualificati |
| 1923-1924 | 24                                                    | 10                                                    | 14                                                    | 0                                                     | —                                                     | 20                                                    | 59                                                    | 85                                                    | 3º                                                    | —                                                     | —                                                     | —                                                     | —                                                     | —          | —          | Non qualificati |
| 1924-1925 | 30                                                    | 19                                                    | 11                                                    | 0                                                     | —                                                     | 38                                                    | 90                                                    | 84                                                    | 2º                                                    | 2                                                     | 0                                                     | 2                                                     | 0                                                     | 2          | 5          | Perde in semifinale, 2–5 contro i Canadiens |
| 1925-1926 | 36                                                    | 12                                                    | 21                                                    | 3                                                     | —                                                     | 27                                                    | 92                                                    | 114                                                   | 6º                                                    | —                                                     | —                                                     | —                                                     | —                                                     | —          | —          | Non qualificati |
| 1926-1927 | 44                                                    | 15                                                    | 24                                                    | 5                                                     | —                                                     | 35                                                    | 79                                                    | 94                                                    | 5º nella Canadian Division                            | —                                                     | —                                                     | —                                                     | —                                                     | —          | —          | Non qualificati |
| 1927-1928 | 44                                                    | 18                                                    | 18                                                    | 8                                                     | —                                                     | 44                                                    | 89                                                    | 88                                                    | 4º nella Canadian Division                            | —                                                     | —                                                     | —                                                     | —                                                     | —          | —          | Non qualificati |
| 1928-1929 | 44                                                    | 21                                                    | 18                                                    | 5                                                     | —                                                     | 47                                                    | 85                                                    | 69                                                    | 3º nella Canadian Division                            | 4                                                     | 2                                                     | 2                                                     | 0                                                     | 8          | 5          | Vince nei quarti di finale, 7–2 contro i Cougars Perde in semifinale, 0–2 contro i Rangers                                                           |
| 1929-1930 | 44                                                    | 17                                                    | 21                                                    | 6                                                     | —                                                     | 40                                                    | 116                                                   | 124                                                   | 4º nella Canadian Division                            | —                                                     | —                                                     | —                                                     | —                                                     | —          | —          | Non qualificati |
| 1930-1931 | 44                                                    | 22                                                    | 13                                                    | 9                                                     | —                                                     | 53                                                    | 118                                                   | 99                                                    | 2º nella Canadian Division                            | 2                                                     | 0                                                     | 1                                                     | 1                                                     | 3          | 4          | Perde nei quarti di finale, 3–4 contro i Black Hawks                                                                                                 |
| 1931-1932 | 48                                                    | 23                                                    | 18                                                    | 7                                                     | —                                                     | 53                                                    | 155                                                   | 127                                                   | 2º nella Canadian Division                            | 7                                                     | 5                                                     | 1                                                     | 1                                                     | 28         | 15         | Vince nei quarti di finale, 6–2 contro i Black Hawks Vince in semifinale, 4–3 contro i Maroons Vince la Stanley Cup, 3–0 contro i Rangers            |
| 1932-1933 | 48                                                    | 24                                                    | 18                                                    | 6                                                     | —                                                     | 54                                                    | 119                                                   | 111                                                   | 1º nella Canadian Division                            | 9                                                     | 4                                                     | 5                                                     | 0                                                     | 14         | 18         | Vince in semifinale, 3–2 contro i Bruins Perde la Stanley Cup, 1–3 contro i Rangers                                                                  |
| 1933-1934 | 48                                                    | 26                                                    | 13                                                    | 9                                                     | —                                                     | 61                                                    | 174                                                   | 119                                                   | 1º nella Canadian Division                            | 5                                                     | 2                                                     | 3                                                     | 0                                                     | 12         | 11         | Perde in semifinale, 2–3 contro i Red Wings |
| 1934-1935 | 48                                                    | 30                                                    | 14                                                    | 4                                                     | —                                                     | 64                                                    | 157                                                   | 111                                                   | 1º nella Canadian Division                            | 7                                                     | 3                                                     | 4                                                     | 0                                                     | 11         | 12         | Vince in semifinale, 3–1 contro i Bruins Perde la Stanley Cup, 0–3 contro i Maroons                                                                  |
| 1935-1936 | 48                                                    | 23                                                    | 19                                                    | 6                                                     | —                                                     | 52                                                    | 126                                                   | 106                                                   | 2º nella Canadian Division                            | 9                                                     | 4                                                     | 5                                                     | 0                                                     | 25         | 27         | Vince nei quarti di finale, 8–6 contro i Bruins Vince in semifinale, 2–1 contro i Americans Perde la Stanley Cup, 1–3 contro i Red Wings             |
| 1936-1937 | 48                                                    | 22                                                    | 21                                                    | 5                                                     | —                                                     | 49                                                    | 119                                                   | 115                                                   | 3º nella Canadian Division                            | 2                                                     | 0                                                     | 2                                                     | 0                                                     | 1          | 5          | Perde nei quarti di finale, 0–2 contro i Rangers |
| 1937-1938 | 48                                                    | 24                                                    | 15                                                    | 9                                                     | —                                                     | 57                                                    | 151                                                   | 127                                                   | 1º nella Canadian Division                            | 7                                                     | 4                                                     | 3                                                     | 0                                                     | 14         | 13         | Vince in semifinale, 3–0 contro i Bruins Perde la Stanley Cup, 1–3 contro i Black Hawks                                                              |
| 1938-1939 | 48                                                    | 19                                                    | 20                                                    | 9                                                     | —                                                     | 47                                                    | 114                                                   | 107                                                   | 3º                                                    | 10                                                    | 5                                                     | 5                                                     | 0                                                     | 22         | 20         | Vince nei quarti di finale, 2–0 contro i Americans Vince in semifinale, 2–1 contro i Red Wings Perde la Stanley Cup, 1–4 contro i Bruins             |
| 1939-1940 | 48                                                    | 25                                                    | 17                                                    | 6                                                     | —                                                     | 56                                                    | 134                                                   | 110                                                   | 3º                                                    | 10                                                    | 6                                                     | 4                                                     | 0                                                     | 21         | 19         | Vince nei quarti di finale, 2–0 contro i Black Hawks Vince in semifinale, 2–0 contro i Red Wings Perde la Stanley Cup, 2–4 contro i Rangers          |
| 1940-1941 | 48                                                    | 28                                                    | 14                                                    | 6                                                     | —                                                     | 62                                                    | 145                                                   | 99                                                    | 2º                                                    | 7                                                     | 3                                                     | 4                                                     | 0                                                     | 17         | 15         | Perde in semifinale, 3–4 contro i Bruins |
| 1941-1942 | 48                                                    | 27                                                    | 18                                                    | 3                                                     | —                                                     | 57                                                    | 158                                                   | 136                                                   | 2º                                                    | 13                                                    | 8                                                     | 5                                                     | 0                                                     | 38         | 31         | Vince in semifinale, 4–2 contro i Rangers Vince la Stanley Cup, 4–3 contro i Red Wings                                                               |
| 1942-1943 | 50                                                    | 22                                                    | 19                                                    | 9                                                     | —                                                     | 53                                                    | 198                                                   | 159                                                   | 3º                                                    | 6                                                     | 2                                                     | 4                                                     | 0                                                     | 17         | 20         | Perde in semifinale, 2–4 contro i Red Wings |
| 1943-1944 | 50                                                    | 23                                                    | 23                                                    | 4                                                     | —                                                     | 50                                                    | 214                                                   | 174                                                   | 3º                                                    | 5                                                     | 1                                                     | 4                                                     | 0                                                     | 6          | 23         | Perde in semifinale, 1–4 contro i Canadiens |
| 1944-1945 | 50                                                    | 24                                                    | 22                                                    | 4                                                     | —                                                     | 52                                                    | 183                                                   | 161                                                   | 3º                                                    | 13                                                    | 8                                                     | 5                                                     | 0                                                     | 24         | 30         | Vince in semifinale, 4–2 contro i Canadiens Vince la Stanley Cup, 4–3 contro i Red Wings                                                             |
| 1945-1946 | 50                                                    | 19                                                    | 24                                                    | 7                                                     | —                                                     | 45                                                    | 174                                                   | 185                                                   | 5º                                                    | —                                                     | —                                                     | —                                                     | —                                                     | —          | —          | Non qualificati |
| 1946-1947 | 60                                                    | 31                                                    | 19                                                    | 10                                                    | —                                                     | 72                                                    | 209                                                   | 172                                                   | 2º                                                    | 11                                                    | 8                                                     | 3                                                     | 0                                                     | 31         | 27         | Vince in semifinale, 4–1 contro i Red Wings Vince la Stanley Cup, 4–2 contro i Canadiens                                                             |
| 1947-1948 | 60                                                    | 32                                                    | 15                                                    | 13                                                    | —                                                     | 77                                                    | 182                                                   | 143                                                   | 1º                                                    | 9                                                     | 8                                                     | 1                                                     | 0                                                     | 38         | 20         | Vince in semifinale, 4–1 contro i Bruins Vince la Stanley Cup, 4–0 contro i Red Wings                                                                |
| 1948-1949 | 60                                                    | 22                                                    | 25                                                    | 13                                                    | —                                                     | 57                                                    | 147                                                   | 161                                                   | 4º                                                    | 9                                                     | 8                                                     | 1                                                     | 0                                                     | 28         | 15         | Vince in semifinale, 4–1 contro i Bruins Vince la Stanley Cup, 4–0 contro i Red Wings                                                                |
| 1949-1950 | 70                                                    | 31                                                    | 27                                                    | 12                                                    | —                                                     | 74                                                    | 176                                                   | 173                                                   | 3º                                                    | 7                                                     | 3                                                     | 4                                                     | 0                                                     | 11         | 10         | Perde in semifinale, 3–4 contro i Red Wings |
| 1950-1951 | 70                                                    | 41                                                    | 16                                                    | 13                                                    | —                                                     | 95                                                    | 212                                                   | 138                                                   | 2º                                                    | 11                                                    | 8                                                     | 2                                                     | 1                                                     | 30         | 15         | Vince in semifinale, 4–1–1 contro i Bruins Vince la Stanley Cup, 4–1 contro i Canadiens                                                              |
| 1951-1952 | 70                                                    | 29                                                    | 25                                                    | 16                                                    | —                                                     | 74                                                    | 168                                                   | 157                                                   | 3º                                                    | 4                                                     | 0                                                     | 4                                                     | —                                                     | 3          | 13         | Perde in semifinale, 0–4 contro i Red Wings |
| 1952-1953 | 70                                                    | 27                                                    | 30                                                    | 13                                                    | —                                                     | 67                                                    | 156                                                   | 167                                                   | 5º                                                    | —                                                     | —                                                     | —                                                     | —                                                     | —          | —          | Non qualificati |
| 1953-1954 | 70                                                    | 32                                                    | 24                                                    | 14                                                    | —                                                     | 78                                                    | 152                                                   | 131                                                   | 3º                                                    | 5                                                     | 1                                                     | 4                                                     | —                                                     | 8          | 15         | Perde in semifinale, 1–4 contro i Red Wings |
| 1954-1955 | 70                                                    | 24                                                    | 24                                                    | 22                                                    | —                                                     | 70                                                    | 147                                                   | 135                                                   | 3º                                                    | 4                                                     | 0                                                     | 4                                                     | —                                                     | 6          | 14         | Perde in semifinale, 0–4 contro i Red Wings |
| 1955-1956 | 70                                                    | 24                                                    | 33                                                    | 13                                                    | —                                                     | 61                                                    | 153                                                   | 181                                                   | 4º                                                    | 5                                                     | 1                                                     | 4                                                     | —                                                     | 10         | 14         | Perde in semifinale, 1–4 contro i Red Wings |
| 1956-1957 | 70                                                    | 21                                                    | 34                                                    | 15                                                    | —                                                     | 57                                                    | 174                                                   | 192                                                   | 5º                                                    | —                                                     | —                                                     | —                                                     | —                                                     | —          | —          | Non qualificati |
| 1957-1958 | 70                                                    | 21                                                    | 38                                                    | 11                                                    | —                                                     | 53                                                    | 192                                                   | 226                                                   | 6º                                                    | —                                                     | —                                                     | —                                                     | —                                                     | —          | —          | Non qualificati |
| 1958-1959 | 70                                                    | 27                                                    | 32                                                    | 11                                                    | —                                                     | 65                                                    | 189                                                   | 201                                                   | 4º                                                    | 12                                                    | 5                                                     | 7                                                     | —                                                     | 32         | 39         | Vince in semifinali, 4–3 contro i Bruins Perde la Stanley Cup, 1–4 contro i Canadiens                                                                |
| 1959-1960 | 70                                                    | 35                                                    | 26                                                    | 9                                                     | —                                                     | 79                                                    | 199                                                   | 195                                                   | 2º                                                    | 10                                                    | 4                                                     | 6                                                     | —                                                     | 25         | 31         | Vince in semifinale, 4–2 contro i Red Wings Perde la Stanley Cup, 0–4 contro i Canadiens                                                             |
| 1960-1961 | 70                                                    | 39                                                    | 19                                                    | 12                                                    | —                                                     | 90                                                    | 234                                                   | 176                                                   | 2º                                                    | 5                                                     | 1                                                     | 4                                                     | —                                                     | 8          | 15         | Perde in semifinale, 1–4 contro i Red Wings |
| 1961-1962 | 70                                                    | 37                                                    | 22                                                    | 11                                                    | —                                                     | 85                                                    | 232                                                   | 180                                                   | 2º                                                    | 12                                                    | 8                                                     | 4                                                     | —                                                     | 40         | 30         | Vince in semifinale, 4–2 contro i Rangers Vince la Stanley Cup, 4–2 contro i Black Hawks                                                             |
| 1962-1963 | 70                                                    | 35                                                    | 23                                                    | 12                                                    | —                                                     | 82                                                    | 221                                                   | 180                                                   | 1º                                                    | 10                                                    | 8                                                     | 2                                                     | —                                                     | 31         | 16         | Vince in semifinale, 4–1 contro i Canadiens Vince la Stanley Cup, 4–1 contro i Red Wings                                                             |
| 1963-1964 | 70                                                    | 33                                                    | 25                                                    | 12                                                    | —                                                     | 78                                                    | 192                                                   | 172                                                   | 3º                                                    | 14                                                    | 8                                                     | 6                                                     | —                                                     | 39         | 31         | Vince in semifinale, 4–3 contro i Canadiens Vince la Stanley Cup, 4–3 contro i Red Wings                                                             |
| 1964-1965 | 70                                                    | 30                                                    | 26                                                    | 14                                                    | —                                                     | 74                                                    | 204                                                   | 173                                                   | 4º                                                    | 6                                                     | 2                                                     | 4                                                     | —                                                     | 14         | 17         | Perde in semifinale, 2–4 contro i Canadiens |
| 1965-1966 | 70                                                    | 34                                                    | 25                                                    | 11                                                    | —                                                     | 79                                                    | 208                                                   | 187                                                   | 3º                                                    | 4                                                     | 0                                                     | 4                                                     | —                                                     | 6          | 15         | Perde in semifinale, 0–4 contro i Canadiens |
| 1966-1967 | 70                                                    | 32                                                    | 27                                                    | 11                                                    | —                                                     | 75                                                    | 204                                                   | 211                                                   | 3º                                                    | 12                                                    | 8                                                     | 4                                                     | —                                                     | 35         | 30         | Vince in semifinale, 4–2 contro i Black Hawks Vince la Stanley Cup, 4–2 contro i Canadiens                                                           |
| 1967-1968 | 74                                                    | 33                                                    | 31                                                    | 10                                                    | —                                                     | 76                                                    | 209                                                   | 176                                                   | 5º nella East Division                                | —                                                     | —                                                     | —                                                     | —                                                     | —          | —          | Non qualificati |
| 1968-1969 | 76                                                    | 35                                                    | 26                                                    | 15                                                    | —                                                     | 85                                                    | 234                                                   | 217                                                   | 4º nella East Division                                | 4                                                     | 0                                                     | 4                                                     | —                                                     | 5          | 24         | Perde nei quarti di finale, 0–4 contro i Bruins |
| 1969-1970 | 76                                                    | 29                                                    | 34                                                    | 13                                                    | —                                                     | 71                                                    | 222                                                   | 242                                                   | 6º nella East Division                                | —                                                     | —                                                     | —                                                     | —                                                     | —          | —          | Non qualificati |
| 1970-1971 | 78                                                    | 37                                                    | 33                                                    | 8                                                     | —                                                     | 82                                                    | 248                                                   | 211                                                   | 4º nella East Division                                | 6                                                     | 2                                                     | 4                                                     | —                                                     | 15         | 16         | Perde nei quarti di finale, 2–4 contro i Rangers |
| 1971-1972 | 78                                                    | 33                                                    | 31                                                    | 14                                                    | —                                                     | 80                                                    | 209                                                   | 208                                                   | 4º nella East Division                                | 5                                                     | 1                                                     | 4                                                     | —                                                     | 10         | 18         | Perde nei quarti di finale, 1–4 contro i Bruins |
| 1972-1973 | 78                                                    | 27                                                    | 41                                                    | 10                                                    | —                                                     | 64                                                    | 247                                                   | 279                                                   | 6º nella East Division                                | —                                                     | —                                                     | —                                                     | —                                                     | —          | —          | Non qualificati |
| 1973-1974 | 78                                                    | 35                                                    | 27                                                    | 16                                                    | —                                                     | 86                                                    | 274                                                   | 230                                                   | 4º nella East Division                                | 4                                                     | 0                                                     | 4                                                     | —                                                     | 9          | 17         | Perde nei quarti di finale, 0–4 contro i Bruins |
| 1974-1975 | 80                                                    | 31                                                    | 33                                                    | 16                                                    | —                                                     | 78                                                    | 280                                                   | 309                                                   | 3º nella Adams Division                               | 7                                                     | 2                                                     | 5                                                     | —                                                     | 13         | 21         | Vince nel Round Preliminare, 2–1 contro i Kings Perde nei quarti di finale, 0–4 contro i Flyers                                                      |
| 1975-1976 | 80                                                    | 34                                                    | 31                                                    | 15                                                    | —                                                     | 83                                                    | 294                                                   | 276                                                   | 3º nella Adams Division                               | 10                                                    | 5                                                     | 5                                                     | —                                                     | 31         | 36         | Vince nel Round Preliminare, 2–1 contro i Penguins Perde nei quarti di finale, 3–4 contro i Flyers                                                   |
| 1976-1977 | 80                                                    | 33                                                    | 32                                                    | 15                                                    | —                                                     | 81                                                    | 301                                                   | 285                                                   | 3º nella Adams Division                               | 9                                                     | 4                                                     | 5                                                     | —                                                     | 31         | 29         | Vince nel Round Preliminare, 2–1 contro i Penguins Perde nei quarti di finale, 2–4 contro i Flyers                                                   |
| 1977-1978 | 80                                                    | 41                                                    | 29                                                    | 10                                                    | —                                                     | 92                                                    | 271                                                   | 237                                                   | 3º nella Adams Division                               | 13                                                    | 6                                                     | 7                                                     | —                                                     | 33         | 32         | Perde nel Round Preliminare, 2–0 contro i Kings Vince nei quarti di finale, 4–3 contro i Islanders Perde in semifinale, 0–4 contro i Canadiens       |
| 1978-1979 | 80                                                    | 34                                                    | 33                                                    | 13                                                    | —                                                     | 81                                                    | 267                                                   | 252                                                   | 3º nella Adams Division                               | 6                                                     | 2                                                     | 4                                                     | —                                                     | 19         | 24         | Perde nei Round Preliminare, 2–0 contro i Flames |
| 1979-1980 | 80                                                    | 35                                                    | 40                                                    | 5                                                     | —                                                     | 75                                                    | 304                                                   | 327                                                   | 4º nella Adams Division                               | 3                                                     | 0                                                     | 3                                                     | —                                                     | 8          | 17         | Perde nel Round Preliminare, 0–3 contro i North Stars                                                                                                |
| 1980-1981 | 80                                                    | 28                                                    | 37                                                    | 15                                                    | —                                                     | 71                                                    | 322                                                   | 367                                                   | 5º nella Adams Division                               | 3                                                     | 0                                                     | 3                                                     | —                                                     | 9          | 15         | Perde nel Round Preliminare, 0–3 contro i Islanders                                                                                                  |
| 1981-1982 | 80                                                    | 20                                                    | 44                                                    | 16                                                    | —                                                     | 56                                                    | 298                                                   | 380                                                   | 5º nella Norris Division                              | —                                                     | —                                                     | —                                                     | —                                                     | —          | —          | Non qualificati |
| 1982-1983 | 80                                                    | 28                                                    | 40                                                    | 12                                                    | —                                                     | 68                                                    | 293                                                   | 330                                                   | 3º nella Norris Division                              | 4                                                     | 1                                                     | 3                                                     | —                                                     | 18         | 18         | Perde in semifinale, 1–3 contro i North Stars |
| 1983-1984 | 80                                                    | 26                                                    | 45                                                    | 9                                                     | —                                                     | 61                                                    | 303                                                   | 387                                                   | 5º nella Norris Division                              | —                                                     | —                                                     | —                                                     | —                                                     | —          | —          | Non qualificati |
| 1984-1985 | 80                                                    | 20                                                    | 52                                                    | 8                                                     | —                                                     | 48                                                    | 253                                                   | 358                                                   | 5º nella Norris Division                              | —                                                     | —                                                     | —                                                     | —                                                     | —          | —          | Non qualificati |
| 1985-1986 | 80                                                    | 25                                                    | 48                                                    | 7                                                     | —                                                     | 57                                                    | 311                                                   | 386                                                   | 4º nella Norris Division                              | 10                                                    | 6                                                     | 4                                                     | —                                                     | 40         | 33         | Vince in Division Semifinals, 3–0 contro i Black Hawks Perde in finale di division, 3–4 contro i Blues                                               |
| 1986-1987 | 80                                                    | 32                                                    | 42                                                    | 6                                                     | —                                                     | 70                                                    | 286                                                   | 319                                                   | 4º nella Norris Division                              | 13                                                    | 7                                                     | 6                                                     | —                                                     | 33         | 32         | Perde in semifinale, 4–2 contro i Blues Perde in finale di division, 3–4 contro i Red Wings                                                          |
| 1987-1988 | 80                                                    | 21                                                    | 49                                                    | 10                                                    | —                                                     | 52                                                    | 273                                                   | 345                                                   | 4º nella Norris Division                              | 6                                                     | 2                                                     | 4                                                     | —                                                     | 20         | 32         | Perde in semifinale, 2–4 contro i Red Wings |
| 1988-1989 | 80                                                    | 28                                                    | 46                                                    | 6                                                     | —                                                     | 62                                                    | 259                                                   | 342                                                   | 5º nella Norris Division                              | —                                                     | —                                                     | —                                                     | —                                                     | —          | —          | Non qualificati |
| 1989-1990 | 80                                                    | 38                                                    | 38                                                    | 4                                                     | —                                                     | 80                                                    | 337                                                   | 358                                                   | 3º nella Norris Division                              | 5                                                     | 1                                                     | 4                                                     | —                                                     | 16         | 20         | Perde in semifinale, 1–4 contro i Blues |
| 1990-1991 | 80                                                    | 23                                                    | 46                                                    | 11                                                    | —                                                     | 57                                                    | 241                                                   | 318                                                   | 5º nella Norris Division                              | —                                                     | —                                                     | —                                                     | —                                                     | —          | —          | Non qualificati |
| 1991-1992 | 80                                                    | 30                                                    | 43                                                    | 7                                                     | —                                                     | 67                                                    | 234                                                   | 294                                                   | 5º nella Norris Division                              | —                                                     | —                                                     | —                                                     | —                                                     | —          | —          | Non qualificati |
| 1992-1993 | 84                                                    | 44                                                    | 29                                                    | 11                                                    | —                                                     | 99                                                    | 288                                                   | 241                                                   | 3º nella Norris Division                              | 21                                                    | 11                                                    | 10                                                    | —                                                     | 69         | 63         | Vince in semifinale, 4–3 contro iRed Wings Vince in finale di Division, 4–3 contro i Blues Perde in finale di Conference, 3–4 contro i Kings         |
| 1993-1994 | 84                                                    | 43                                                    | 29                                                    | 12                                                    | —                                                     | 98                                                    | 280                                                   | 243                                                   | 2º nella Central Division                             | 18                                                    | 9                                                     | 9                                                     | —                                                     | 50         | 47         | Vince nei quarti di finale, 4–2 contro i Blackhawks Vince in semifinale, 4–3 contro i Sharks Perde in finale di conference, 1–4 contro i Canucks     |
| 1994-1995 | 48                                                    | 21                                                    | 19                                                    | 8                                                     | —                                                     | 50                                                    | 135                                                   | 146                                                   | 4º nella Central Division                             | 7                                                     | 3                                                     | 4                                                     | —                                                     | 20         | 22         | Perde nei quarti di finale, 3–4 contro i Blackhawks                                                                                                  |
| 1995-1996 | 82                                                    | 34                                                    | 36                                                    | 12                                                    | —                                                     | 80                                                    | 247                                                   | 252                                                   | 3º nella Central Division                             | 6                                                     | 2                                                     | 4                                                     | —                                                     | 15         | 21         | Perde nei quarti di finale, 2–4 contro i Blues |
| 1996-1997 | 82                                                    | 30                                                    | 44                                                    | 8                                                     | —                                                     | 68                                                    | 230                                                   | 273                                                   | 6º nella Central Division                             | —                                                     | —                                                     | —                                                     | —                                                     | —          | —          | Non qualificati |
| 1997-1998 | 82                                                    | 30                                                    | 43                                                    | 9                                                     | —                                                     | 69                                                    | 194                                                   | 237                                                   | 6º nella Central Division                             | —                                                     | —                                                     | —                                                     | —                                                     | —          | —          | Non qualificati |
| 1998-1999 | 82                                                    | 45                                                    | 30                                                    | 7                                                     | —                                                     | 97                                                    | 268                                                   | 231                                                   | 2º nella Northeast Division                           | 17                                                    | 9                                                     | 8                                                     | —                                                     | 43         | 46         | Vince nei quarti di finale, 4–2 contro i Flyers Vince in semifinale, 4–2 contro i Penguins Perde in finale di conference, 1–4 contro i Sabres        |
| 1999-2000 | 82                                                    | 45                                                    | 27                                                    | 7                                                     | 3                                                     | 100                                                   | 246                                                   | 222                                                   | 1º nella Northeast Division                           | 12                                                    | 6                                                     | 6                                                     | —                                                     | 26         | 26         | Vince nei quarti di finale, 4–2 contro i Senators Perde in semifinale, 2–4 contro i Devils                                                           |
| 2000-2001 | 82                                                    | 37                                                    | 29                                                    | 11                                                    | 5                                                     | 90                                                    | 232                                                   | 207                                                   | 3º nella Northeast Division                           | 11                                                    | 7                                                     | 4                                                     | —                                                     | 28         | 24         | Vince nei quarti di finale, 4–0 contro i Senators) Perde in semifinale, 3–4 contro i Devils                                                          |
| 2001-2002 | 82                                                    | 43                                                    | 25                                                    | 10                                                    | 4                                                     | 100                                                   | 249                                                   | 207                                                   | 2º nella Northeast Division                           | 20                                                    | 10                                                    | 10                                                    | —                                                     | 44         | 49         | Vince nei quarti di finale, 4–3 contro i Islanders Vince in semifinale, 4–3 contro i Senators Perde in finale di conference, 2–4 contro i Hurricanes |
| 2002-2003 | 82                                                    | 44                                                    | 28                                                    | 7                                                     | 3                                                     | 98                                                    | 236                                                   | 208                                                   | 2º nella Northeast Division                           | 7                                                     | 3                                                     | 4                                                     | —                                                     | 16         | 24         | Perde nei quarti di finale, 3–4 contro i Flyers |
| 2003-2004 | 82                                                    | 45                                                    | 24                                                    | 10                                                    | 3                                                     | 103                                                   | 242                                                   | 204                                                   | 2º nella Northeast Division                           | 13                                                    | 6                                                     | 7                                                     | —                                                     | 27         | 28         | Vince nei quarti di finale, 4–3 contro i Senators Perde in semifinale, 2–4 contro i Flyers                                                           |
| 2004-2005 | Stagione cancellata a causa del NHL lockout 2004-2005 | Stagione cancellata a causa del NHL lockout 2004-2005 | Stagione cancellata a causa del NHL lockout 2004-2005 | Stagione cancellata a causa del NHL lockout 2004-2005 | Stagione cancellata a causa del NHL lockout 2004-2005 | Stagione cancellata a causa del NHL lockout 2004-2005 | Stagione cancellata a causa del NHL lockout 2004-2005 | Stagione cancellata a causa del NHL lockout 2004-2005 | Stagione cancellata a causa del NHL lockout 2004-2005 | Stagione cancellata a causa del NHL lockout 2004-2005 | Stagione cancellata a causa del NHL lockout 2004-2005 | Stagione cancellata a causa del NHL lockout 2004-2005 | Stagione cancellata a causa del NHL lockout 2004-2005 |            |            | |
| 2005-2006 | 82                                                    | 41                                                    | 33                                                    | —                                                     | 8                                                     | 90                                                    | 257                                                   | 270                                                   | 4º nella Northeast Division                           | —                                                     | —                                                     | —                                                     | —                                                     | —          | —          | Non qualificati |
| 2006-2007 | 82                                                    | 40                                                    | 31                                                    | —                                                     | 11                                                    | 91                                                    | 258                                                   | 269                                                   | 3º nella Northeast Division                           | —                                                     | —                                                     | —                                                     | —                                                     | —          | —          | Non qualificati |
| 2007-2008 | 82                                                    | 36                                                    | 35                                                    | —                                                     | 11                                                    | 83                                                    | 231                                                   | 260                                                   | 5º nella Northeast Division                           | —                                                     | —                                                     | —                                                     | —                                                     | —          | —          | Non qualificati |
| 2008-2009 | 82                                                    | 34                                                    | 35                                                    | —                                                     | 13                                                    | 81                                                    | 250                                                   | 293                                                   | 5º nella Northeast Division                           | —                                                     | —                                                     | —                                                     | —                                                     | —          | —          | Non qualificati |
| 2009-2010 | 82                                                    | 30                                                    | 38                                                    | —                                                     | 14                                                    | 74                                                    | 214                                                   | 267                                                   | 5º nella Northeast Division                           | —                                                     | —                                                     | —                                                     | —                                                     | —          | —          | Non qualificati |
| 2010-2011 | 82                                                    | 37                                                    | 34                                                    | —                                                     | 11                                                    | 85                                                    | 218                                                   | 251                                                   | 4º nella Northeast Division                           | —                                                     | —                                                     | —                                                     | —                                                     | —          | —          | Non qualificati |
| 2011-2012 | 82                                                    | 35                                                    | 37                                                    | —                                                     | 10                                                    | 80                                                    | 231                                                   | 264                                                   | 4º nella Northeast Division                           | —                                                     | —                                                     | —                                                     | —                                                     | —          | —          | Non qualificati |
| 2012-2013 | 48                                                    | 26                                                    | 17                                                    | —                                                     | 5                                                     | 57                                                    | 145                                                   | 133                                                   | 3º nella Northeast Division                           | 7                                                     | 3                                                     | 4                                                     | —                                                     | 18         | 22         | Perde nei quarti di finale, 3–4 contro i Bruins |
| 2013-2014 | 82                                                    | 38                                                    | 36                                                    | —                                                     | 8                                                     | 84                                                    | 231                                                   | 256                                                   | 6º nella Atlantic Division                            | —                                                     | —                                                     | —                                                     | —                                                     | —          | —          | Non qualificati |
| 2014-2015 | 82                                                    | 30                                                    | 44                                                    | —                                                     | 8                                                     | 68                                                    | 211                                                   | 262                                                   | 7º nella Atlantic Division                            | —                                                     | —                                                     | —                                                     | —                                                     | —          | —          | Non qualificati |
| 2015-2016 | 82                                                    | 29                                                    | 42                                                    | —                                                     | 11                                                    | 69                                                    | 198                                                   | 246                                                   | 8º nella Atlantic Division                            | —                                                     | —                                                     | —                                                     | —                                                     | —          | —          | Non qualificati |
| 2016-2017 | 82                                                    | 40                                                    | 27                                                    | —                                                     | 15                                                    | 95                                                    | 251                                                   | 242                                                   | 4º nella Atlantic Division                            | 6                                                     | 2                                                     | 4                                                     | —                                                     | 16         | 18         | Perde nel Primo Round, 2–4 contro i Capitals |
| 2017-2018 | 82                                                    | 49                                                    | 26                                                    | —                                                     | 7                                                     | 105                                                   | 277                                                   | 232                                                   | 3º nella Atlantic Division                            | 7                                                     | 3                                                     | 4                                                     | —                                                     | 16         | 21         | Perde nel Primo Round, 3–4 contro i Bruins |
| 2018-2019 | 82                                                    | 46                                                    | 28                                                    | —                                                     | 8                                                     | 100                                                   | 286                                                   | 251                                                   | 3º nella Atlantic Division                            | 7                                                     | 3                                                     | 4                                                     | —                                                     | 17         | 23         | Perde nel Primo Round, 3–4 contro i Bruins |
| 2019-2020 | 70                                                    | 36                                                    | 25                                                    | —                                                     | 9                                                     | 81                                                    | 238                                                   | 227                                                   | 3º nella Atlantic Division                            | 5                                                     | 2                                                     | 3                                                     | —                                                     | 10         | 12         | Perde nel Qualifying Round, 2–3 contro i Blue Jackets                                                                                                |
| 2020-2021 | 56                                                    | 35                                                    | 14                                                    | —                                                     | 7                                                     | 77                                                    | 187                                                   | 148                                                   | 1º nella North Division                               | 7                                                     | 3                                                     | 4                                                     | —                                                     | 18         | 14         | Perde nel Primo Round, 3–4 contro i Canadiens |
| 2021-2022 | 82                                                    | 54                                                    | 21                                                    | —                                                     | 7                                                     | 115                                                   | 315                                                   | 253                                                   | 2º nella Atlantic Division                            | 7                                                     | 3                                                     | 4                                                     | —                                                     | 24         | 23         | Perde nel Primo Round, 3–4 contro i Lightning |
| 2022-2023 | 82                                                    | 50                                                    | 21                                                    | —                                                     | 11                                                    | 111                                                   | 279                                                   | 222                                                   | 2º nella Atlantic Division                            | 11                                                    | 5                                                     | 6                                                     | —                                                     | 33         | 35         | Vince nel Primo Round, 4–2 contro i Lightning Perde nel Secondo Round, 1–4 contro i Panthers                                                         |
| 2023-2024 | 82                                                    | 46                                                    | 26                                                    | —                                                     | 10                                                    | 102                                                   | 303                                                   | 263                                                   | 3º nella Atlantic Division                            | 7                                                     | 3                                                     | 4                                                     | —                                                     | 12         | 18         | Perde nel Primo Round, 3–4 contro i Bruins |
| 2024-2025 | 0                                                     | 0                                                     | 0                                                     | —                                                     | 0                                                     | 0                                                     | 0                                                     | 0                                                     | º nella Atlantic Division                             | 0                                                     | 0                                                     | 0                                                     | —                                                     | 0          | 0          | |
|           | 7.032                                                 | 3.150                                                 | 2.897                                                 | 783                                                   | 202                                                   | 7.285                                                 | 21.774                                                | 21.660                                                |                                                       | 588                                                   | 278                                                   | 306                                                   | 4                                                     | 1.518      | 1.620      | |

## Giocatori

### Capitani
- Hap Day, 1927-37
- Charlie Conacher, 1937-38
- Red Horner, 1938-40
- Syl Apps, 1940-43
- Bob Davidson, 1943-45
- Syl Apps, 1945-48
- Ted Kennedy, 1948-55
- Sid Smith, 1955-56
- Jimmy Thomson & Ted Kennedy, 1956-57
- George Armstrong, 1957-69
- Dave Keon, 1969-75
- Darryl Sittler, 1975-81
- Rick Vaive, 1981-86
- Nessun capitano dal 1986 al 1989
- Rob Ramage, 1989-91
- Wendel Clark, 1991-94
- Doug Gilmour, 1994-97
- Mats Sundin, 1997-2008
- Dion Phaneuf, 2010-2016
- John Tavares, 2019-2024
- Auston Matthews, 2024-oggi

### Prime scelte nel draft
- 1963: Walt McKechnie (6° complessivo)
- 1964: Tom Martin (5° complessivo)
- 1965: nessuno
- 1966: John Wright (4° complessivo)
- 1967: nessuno
- 1968: Brad Selwood (10° complessivo)
- 1969: Ernie Moser (9° complessivo)
- 1970: Darryl Sittler (8° complessivo)
- 1971: nessuno
- 1972: George Ferguson (11° complessivo)
- 1973: Lanny McDonald (4° complessivo), Bob Neely (10° complessivo), Ian Turnbull (15° complessivo)
- 1974: Jack Valiquette (13° complessivo)
- 1975: Don Ashby (6° complessivo)
- 1976: nessuno
- 1977: John Anderson (11° complessivo), Trevor Johansen (12° complessivo)
- 1978: nessuno
- 1979: Laurie Boschman (9° complessivo)
- 1980: nessuno
- 1981: Jim Benning (6° complessivo)
- 1982: Gary Nylund (3° complessivo)
- 1983: Russ Courtnall (7° complessivo)
- 1984: Al Iafrate (4° complessivo)
- 1985: Wendel Clark (1° complessivo)
- 1986: Vincent Damphousse (6° complessivo)
- 1987: Luke Richardson (7° complessivo)
- 1988: Scott Pearson (6° complessivo)
- 1989: Scott Thornton (3° complessivo), Rob Pearson (12° complessivo), Steve Bancroft (21° complessivo)
- 1990: Drake Berehowsky (10° complessivo)
- 1991: nessuno
- 1992: Brandon Convery (8° complessivo), Grant Marshall (23° complessivo)

- 1993: Kenny Jonsson (12° complessivo), Landon Wilson (19° complessivo)
- 1994: Eric Fichaud (16° complessivo)
- 1995: Jeff Ware (15° complessivo)
- 1996: nessuno
- 1997: nessuno
- 1998: Nik Antropov (10° complessivo)
- 1999: Luca Cereda (24° complessivo)
- 2000: Brad Boyes (24° complessivo)
- 2001: Carlo Colaiacovo (17° complessivo)
- 2002: Alexander Steen (24° complessivo)
- 2003: nessuno
- 2004: nessuno
- 2005: Tuukka Rask (21° complessivo)
- 2006: Jiri Tlusty (13° complessivo)
- 2007: nessuno
- 2008: Luke Schenn (5° complessivo)
- 2009: Nazem Kadri (7° complessivo)
- 2010: nessuno
- 2011: Tyler Biggs (22° complessivo)
- 2012: Morgan Rielly (5° complessivo)
- 2013: Frederik Gauthier (21° complessivo)
- 2014: William Nylander (8° complessivo)
- 2015: Mitch Marner (4° complessivo)
- 2016: Auston Matthews (1° complessivo)
- 2017: Timothy Liljegren (17° complessivo)
- 2018: Rasmus Sandin (29° complessivo)
- 2019: Nicholas Robertson (53° complessivo)
- 2020: nessuno
- 2021: Matthew Knies (57° complessivo)
- Fraser Minten (38° complessivo)
- Easton Cowan (28° complessivo)

### Membri della Hockey Hall of Fame
- Jack Adams
- George Armstrong
- Syl Apps
- Ace Bailey
- Max Bentley
- Johnny Bower
- Turk Broda
- King Clancy
- Charlie Conacher
- Clarence "Hap" Day
- Gordie Drillon
- Dick Duff
- Babe Dye
- Mike Gartner
- Reginald 'Red'Horner
- Tim Horton
- Punch Imlach
- Busher Jackson

- Red Kelly
- Ted Kennedy
- Dave Keon
- Harry Lumley
- Frank Mahovlich
- Lanny McDonald
- Reg Noble
- Bud Poile
- Babe Pratt
- Joe Primeau
- Bob Pulford
- Börje Salming
- Terry Sawchuk
- Sweeney Schriner
- Darryl Sittler
- Allan Stanley
- Norm Ullman

### Roster 2016-17
- Posizione: P=portiere; D=difensore C=centro; AS=ala sinistra; AD=ala destra;
- Presa/Tiro: SX=sinistra; DX=destra;
- (C)=capitano; (A)=capitano alternativo;

| Numero | Nazionalità            | Nome               | Posizione | Presa/Tiro | Acquisito | Luogo di nascita                     |
| ------ | ---------------------- | ------------------ | --------- | ---------- | --------- | ------------------------------------ |
| 31     | Danimarca (bandiera)   | Frederik Andersen  | P         | SX         | 2016      | Herning (Danimarca)                  |
| 35     | Canada (bandiera)      | Curtis McElhinney  | P         | SX         | 2017      | London (Ontario)                     |
| 8      | Stati Uniti (bandiera) | Connor Carrick     | D         | DX         | 2016      | Orlando Park (Illinois)              |
| 51     | Stati Uniti (bandiera) | Jake Gardiner      | D         | SX         | 2011      | Minnetonka (Minnesota)               |
| 2      | Stati Uniti (bandiera) | Matt Hunwick (A)   | D         | SX         | 2015      | Warren (Michigan)                    |
| 3      | Russia (bandiera)      | Alexei Marchenko   | D         | DX         | 2017      | Mosca (Russia)                       |
| 52     | Slovacchia (bandiera)  | Martin Marinčin    | D         | SX         | 2015      | Košice (Slovacchia)                  |
| 46     | Rep. Ceca (bandiera)   | Roman Polak        | D         | DX         | 2016      | Ostrava (Repubblica Ceca)            |
| 44     | Canada (bandiera)      | Morgan Rielly (A)  | D         | SX         | 2012      | West Vancouver (Columbia Britannica) |
| 22     | Russia (bandiera)      | Nikita Zaitsev     | D         | DX         | 2016      | Mosca (Russia)                       |
| 24     | Stati Uniti (bandiera) | Brian Boyle        | C         | SX         | 2017      | Hingham (Massachusetts)              |
| 42     | Canada (bandiera)      | Tyler Bozak (A)    | C         | DX         | 2009      | Regina (Saskatchewan)                |
| 11     | Canada (bandiera)      | Zach Hyman         | C         | DX         | 2015      | Toronto (Ontario)                    |
| 43     | Canada (bandiera)      | Nazem Kadri        | C         | SX         | 2009      | London (Ontario)                     |
| 47     | Finlandia (bandiera)   | Leo Komarov (A)    | C         | SX         | 2012      | Narva (Estonia)                      |
| 34     | Stati Uniti (bandiera) | Auston Matthews    | C         | SX         | 2016      | Scottsdale (Arizona)                 |
| 29     | Svezia (bandiera)      | William Nylander   | C         | DX         | 2014      | Calgary (Alberta)                    |
| 23     | Canada (bandiera)      | Eric Fehr          | C/AD      | DX         | 2017      | Winkler (Manitoba)                   |
| 32     | Canada (bandiera)      | Josh Leivo         | AS        | DX         | 2011      | Inisfil (Ontario)                    |
| 15     | Canada (bandiera)      | Matt Martin        | AS        | SX         | 2016      | Windsor (Ontario)                    |
| 25     | Stati Uniti (bandiera) | James van Riemsdyk | AS        | SX         | 2012      | Middletown Township (New Jersey)     |
| 12     | Canada (bandiera)      | Connor Brown       | AD        | DX         | 2012      | Toronto (Ontario)                    |
| 28     | Finlandia (bandiera)   | Kasperi Kapanen    | AD        | DX         | 2015      | Kuopio (Finlandia)                   |
| 16     | Canada (bandiera)      | Mitchell Marner    | AD        | DX         | 2015      | Markham (Ontario)                    |
| 18     | Stati Uniti (bandiera) | Ben Smith          | AD        | DX         | 2016      | Winston-Salem (Carolina del Nord)    |
| 26     | Russia (bandiera)      | Nikita Soshnikov   | AD        | SX         | 2015      | Nižnij Tagil (Russia)                |

## Numeri ritirati
- 5 Bill Barilko, D, 1947-51
- 6 Ace Bailey, LW, 1926-33
- 99 Wayne Gretzky (ritirato per tutta la lega dalla NHL)

La politica dei Maple Leafs è di ritirare solo numeri di giocatori che hanno apportato un contributo significativo al team, e la cui carriera sia finita a causa di un infortunio durante il periodo trascorso giocando per Toronto.
Sia Barilko (che morì in un incidente aereo) sia Bailey (costretto al ritiro da un serissimo infortunio alla testa) corrispondono a questi criteri.

## Premi e trofei
Stanley Cup

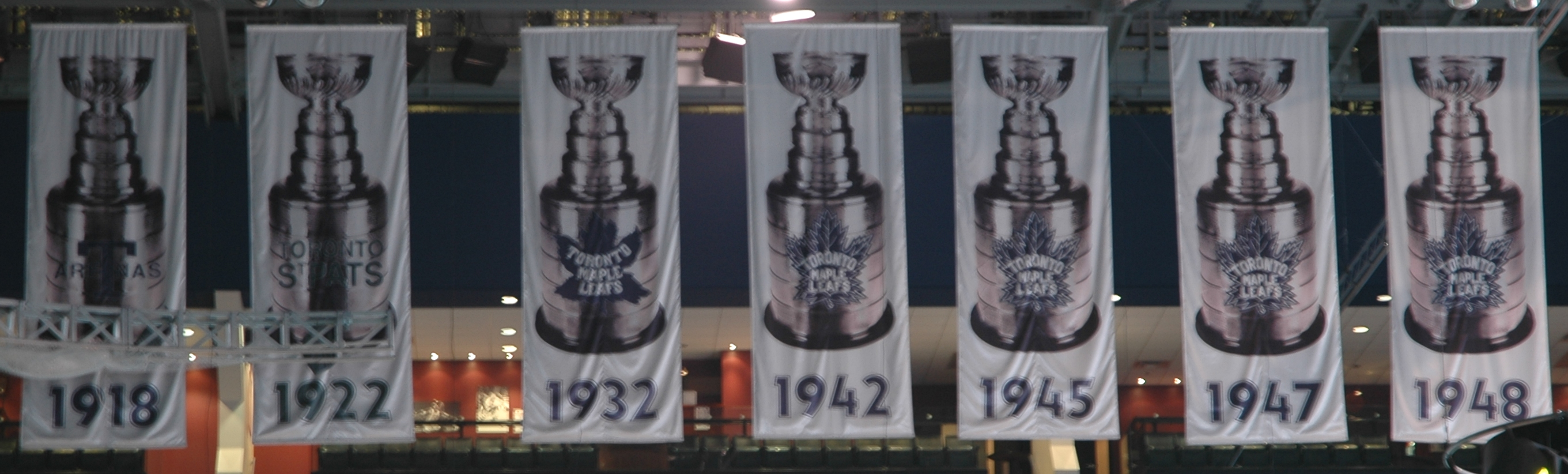
Cartelloni pendenti dal soffitto dell'Air Canada Center che ricordano le Stanley Cup vinte dal 1918 al 1948

- 1917-18 (come Arenas), 1921-22 (come St. Patricks), 1931-32, 1941-42, 1944-45, 1946-47, 1947-48, 1948-49, 1950-51, 1961-62, 1962-63, 1963-64, 1966-67

Prince of Wales Trophy
- 1947-48, 1962-63

Hart Memorial Trophy
- Babe Pratt: 1943-44
- Ted Kennedy: 1954-55

Vezina Trophy
- Turk Broda: 1940-41, 1947-48
- Al Rollins: 1950-51
- Harry Lumley: 1953-54
- Johnny Bower: 1960-61
- Terry Sawchuk & Johnny Bower: 1964-65

Conn Smythe Trophy
- Dave Keon: 1966-67

Calder Trophy
- Syl Apps: 1936-37
- Gaye Stewart: 1942-43

Calder Memorial Trophy
- August "Gus" Bodnar: 1943-44
- Frank McCool: 1944-45
- Howie Meeker: 1946-47
- Frank Mahovlich: 1957-58
- Dave Keon: 1960-61
- Kent Douglas: 1962-63
- Brit Selby: 1965-66

Frank J. Selke Trophy
- Doug Gilmour: 1992-93

King Clancy Memorial Trophy
- Curtis Joseph: 1999-00

Lady Byng Memorial Trophy
- Joe Primeau: 1931-32
- Gordie Drillon: 1937-38
- Syl Apps: 1941-42
- Sid Smith: 1951-52, 1954-55
- Red Kelly: 1960-61
- Dave Keon: 1961-62, 1962-63
- Alexander Mogilny: 2002-03

Jack Adams Award
- Pat Burns: 1992-93

Lester Patrick Trophy
- Terry Sawchuk: 1970-71

## Record di squadra
- Goal in una stagione: Rick Vaive, 54 (1981-82)
- Assist in una stagione: Doug Gilmour, 95 (1992-93)
- Punti in una stagione: Doug Gilmour, 127 (1992-93)
- Minuti di penalità in una stagione: Tie Domi, 365 (1997-98)
- Difensore con più punti in una stagione: Ian Turnbull, 79 (1976-77)
- Esordiente con più punti in una stagione: Peter Ihnacak, 66 (1982-83)
- Vittorie in una stagione: Ed Belfour, 37 (2002-03)